# Instituto Tecnológico de Orizaba
El Instituto Tecnológico de Orizaba es una institución de educación superior orientada al desarrollo de la ciencia y la técnica mediante la formación de recursos humanos y la investigación en dichas áreas, para el fortalecimiento económico y social de la zona de las altas montañas en el centro del estado de Veracruz.  Es un establecimiento público que depende de la  secretaría de Educación Pública SEP y pertenece al Tecnológico Nacional de México que reagrupa varios Institutos Tecnológicos Federales y descentralizados en el país. Se encuentra en la ciudad de Orizaba, estado de Veracruz en México, y destaca como una de las instituciones con más renombre para estudios de ingeniería en la región del centro de Veracruz, esto debido a los reconocimientos que sus alumnos han obtenido en concursos nacionales e internacionales, como el ENEIT y el Hackaton Nacional y continental.

## Historia
El 13 de marzo de 1957 se fundó el Centro Tecnológico Orizabeño, antecedente directo del Instituto Tecnológico de Orizaba, ocupando el terreno de los ranchos Tepatlaxo y Espinalillo que tenían una extensión de 14 hectáreas el primero y 23 el segundo. Estas tierras eran propiedad de Inés Terrazas y fueron expropiadas por decreto presidencial en 1940.
En sus primeros años, este centro tecnológico estaba enfocado a formar técnicos de la industria textil, muy relevante en ese tiempo en Orizaba. Pero al formarse la Escuela Superior de Ingeniería Textil en el IPN se consideró innecesario cambiar la orientación inicial del Centro, el cual se centró a formar técnicos para la Industria Azucarera.
En un decreto presidencial del 10 de julio de 1952 fue creada la Comisión Nacional de la Caña de Azúcar y se establecía la creación de Instituto Tecnológico Orizabeño. En la práctica, el Centro Tecnológico de Orizaba pasó a ser la institución que ordenaba el decreto.
En un principio el Instituto Tecnológico de Orizaba era una de las veintiocho escuelas de educación tecnológica dependientes del IPN, pero desde el año de 1958 se integró a la Dirección General de Institutos tecnológicos Foráneos como la sexta escuela dependiente de dicha Dirección.
En 1963 el Instituto Tecnológio de Orizaba fue sede de los juegos intertecnológicos. En ese evento participaron los tecnológicos de: Chihuahua, Ciudad Madero, Saltillo, Durango y Orizaba.

## Oferta Académica

### Licenciaturas
- Licenciatura en Informática
- Ingeniería Eléctrica
- Ingeniería Electrónica
- Ingeniería Informática
- Ingeniería Industrial
- Ingeniería Mecánica
- Ingeniería Química
- Ingeniería en Gestión Empresarial
- Ingeniería en Sistemas Computacionales

### Maestrías
- Maestría en Ingeniería Administrativa
- Maestría en Ingeniería Electrónica
- Maestría en Ingeniería Industrial
- Maestría en Ciencias en Ingeniería Química
- Maestría en Sistemas Computacionales

### Doctorados
- Doctorado en Ciencias de la Ingeniería